# Parapleustes mielcki
Parapleustes mielcki is een vlokreeftensoort uit de familie van de Pleustidae. De wetenschappelijke naam van de soort is voor het eerst geldig gepubliceerd in 1925 door Sokolowsky.